# Malabaila orientalis
Malabaila orientalis är en flockblommig växtart som beskrevs av George Bentham och Joseph Dalton Hooker. Malabaila orientalis ingår i släktet Malabaila och familjen flockblommiga växter. Inga underarter finns listade i Catalogue of Life.